# Massengräber in Dolenjske Toplice

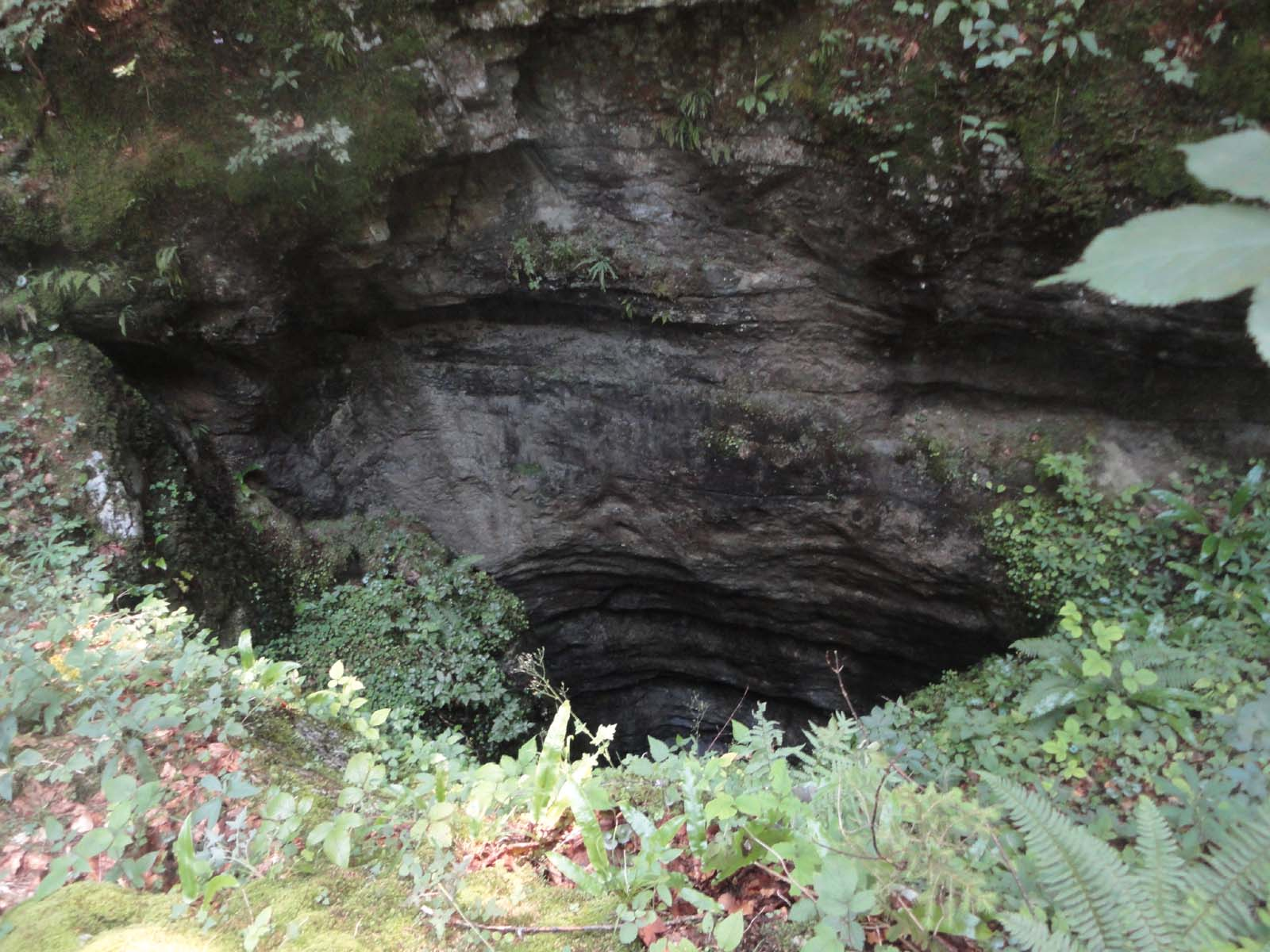
Höhleneingang des Massengrabs am Kreuz von Cink

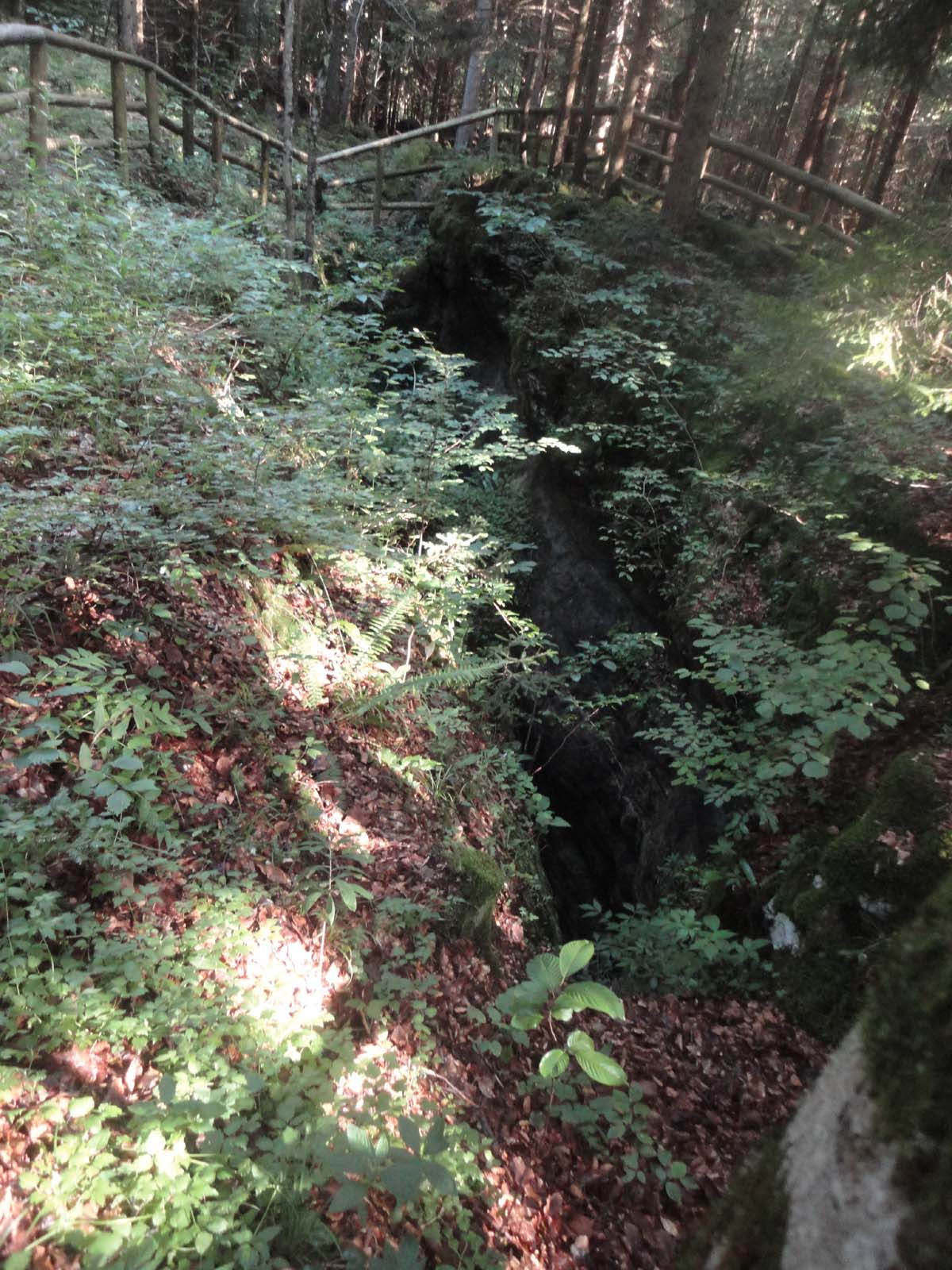
Lage des Massengrabs am Kreuz von Cink

Auf dem Gebiet der Gemeinde Dolenjske Toplice in Slowenien wurden bisher (Stand: Februar 2024) drei Massengräber in Podstenice und Cink aus der Zeit des Zweiten Weltkriegs gefunden.
- Das Massengrab an der Rog-Straße (slowenisch: Grobišče ob Roški cesti), auch bekannt als Massengrab in der Taschenhöhle (Grobišče Žepna jama), befindet sich auf der linken Seite der Straße von Podturn pri Dolenjskih Toplicah nach Kočevje. Es enthält die sterblichen Überreste von zivilen und militärischen Gefangenen, die aus den Gefängnissen in Novo Mesto gebracht worden waren.[1]

- In das Massengrab der Rugarhang-Höhle (Grobišče Jama v Rugarskih klancih) wurden politische Gegner der jugoslawischen Partisanenbewegung, Soldaten und möglicherweise auch Zivilisten geworfen.[2]

- Das Massengrab  der Doppelschachthöhle beim Kreuz von Cink (Grobišče Dvojno brezno pri Cink križu) enthält die sterblichen Überreste von Angehörigen der Slowenischen Heimwehr und anderer bewaffneter Gruppen, die den deutschen Streitkräften unterstellt waren.[3]